# Phaeoptila sordida
Phaeoptila sordida é uma espécie de ave da família Trochilidae (beija-flores).
Apenas pode ser encontrada no México.
Os seus habitats naturais são: florestas subtropicais ou tropicais húmidas de baixa altitude e matagal tropical ou subtropical de alta altitude.